# Karl Fredrik Dusén
Karl Fredrik Dusén, född 4 juli 1849 på Bertorp i Sunds socken, död 14 juli 1919 i Kalmar, var en svensk biolog. Han var kusin till Per Dusén.
Karl Fredrik Dusén var son till kronolänsman i Ydre Jacob Fredrik Dusén. Han gick 1858-1864 i skola i Eksjö och därefter i Linköping. Dusén blev student 1868, filosofie kandidat vid Uppsala universitet 1877,  filosofie licentiat 1882 och filosofie doktor 1887. 1878-1888 var han amanuens vid Uppsala botaniska trädgård och 1887-1888 docent i botanik vid Uppsala universitet. Han genomgick provår vid Uppsala högre allmänna läroverk 1884-1885. Dusén var 1888-1909 lektor i naturalhistoria och kemi vid högre allmänna läroverket i Kalmar, från 1903 med tjänstledighet. Redan under gymnasietiden skrev han 1868 en avhandling om Smålands och Östergötlands flora. Senare kom han särskilt att intressera sig för Vitmossorna och företog omfattande fältundersökningar för att öka sina kunskaper. 1878 besökte han Gästrikland och Hälsingland, 1879 Hälsingland och Härjedalen, 1880 västra Medelpad och Jämtland, 1882 Skåne och 1883 Østerdalen i Norge, och utgav även floror över växterna i Härjedalen, Hälsingland och Medelpad. Under sin tid som lektor i Kalmar studerade han bland annat Gentianasläktet och Glycerior. Andra viktiga insatser inom botaniken var kritiska granskningar och bestämningar av vitmossor i samlingar i Uppsala och Kristiania liksom en samling av vitmossor från Guvernementet Perm som senare utgavs av Porphyry Krylov.